# أندريه دوسولير
أندريه دوسولير (بالفرنسية: André Dussollier)‏
```
(و. 
1946
 – 
م
)
[
2
]
 هو 
ممثل
، وراوي كتب صوتية من 
فرنسا
. ولد في 
آنسي
.
[
3
]
```

## التعليم
تعلم في المعهد الوطني العالي للفنون الدرامية ‏.

## وصلات خارجية
- أندريه دوسولير على موقع IMDb (الإنجليزية)
- أندريه دوسولير على موقع روتن توميتوز (الإنجليزية)
- أندريه دوسولير على موقع مونزينجر (الألمانية)
- أندريه دوسولير على موقع قاعدة بيانات الأفلام العربية
- أندريه دوسولير على موقع ألو سيني (الفرنسية)
- أندريه دوسولير على موقع ميوزك برينز (الإنجليزية)
- أندريه دوسولير على موقع أول موفي (الإنجليزية)
- أندريه دوسولير على موقع قاعدة بيانات الأفلام السويدية (السويدية)
- أندريه دوسولير على موقع إن إن دي بي (الإنجليزية)
- أندريه دوسولير على موقع ديسكوغز (الإنجليزية)